# Christian Nau
Christian Nau (Valenciennes, 27 september 1944 – Le Touquet-Paris-Plage, 5 februari 2022) was een Frans zeilwagenracer en auteur.

## Levensloop
Nau werd in 1966 Europees kampioen in klasse 1 van het zeilwagenrijden, ook won hij driemaal zilver en tweemaal brons in deze klasse op een EK. In 1972 won hij tevens brons in klasse 2.
Daarnaast gaf hij verschillende boeken uit.
Nau overleed op 77-jarige leeftijd.

## Palmares
- Europees kampioenschap klasse 1: 1966
- Europees kampioenschap klasse 1: 1965, 1969 en 1973
- Europees kampioenschap klasse 1: 1963 en 1964
- Europees kampioenschap klasse 2: 1972